# Cryptocala hetaera
Cryptocala hetaera är en fjärilsart som beskrevs av Eduard Friedrich Eversmann 1837. Cryptocala hetaera ingår i släktet Cryptocala och familjen nattflyn. Inga underarter finns listade i Catalogue of Life.

## Bildgalleri

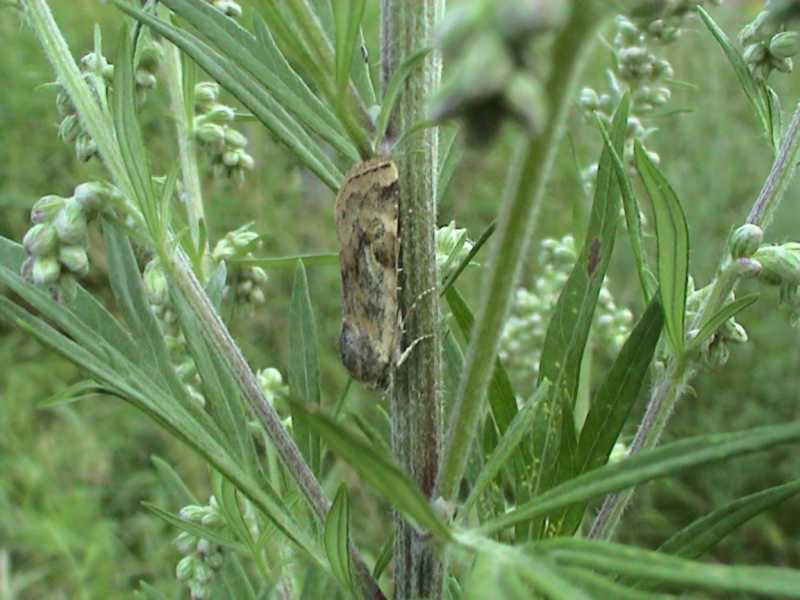
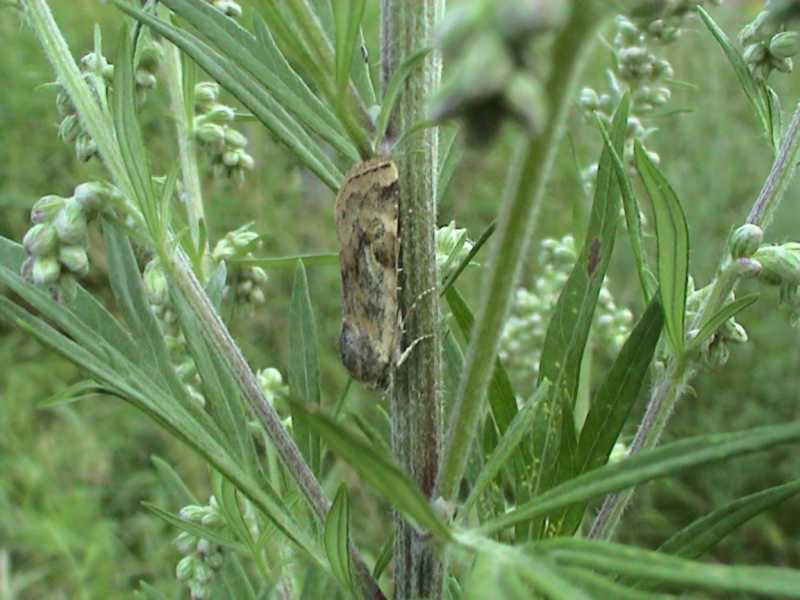